# Kim Ahlroos
Kim Ahlroos (ur. 2 lipca 1971 w Helsinkach) – fiński hokeista.

## Kariera
- HIFK U20 (1990)
- HIFK (1990-1995)
  -  Karhu-Kissat (1990-1994)
  -  HC Hradec Králové (1993)
- TuTo (1995-1996)
- Ahmat Hyvinkää (1996-1997)
- KalPa (1997-1998)
- SMS Warszawa (1998)[1]
- Podhale Nowy Targ (1998-1999)
- Newcastle Riverkings (1999-2000)
- EPS (2000)
- Karlskrona IK (2000)
- Cardiff Devils (2000-2001)
- London Knights (2001-2003)
- Nottingham Panthers (2003-2005)

W barwach Finlandii uczestniczył w turnieju mistrzostw świata juniorów do lat 20 w 1991. Do 1998 grał w Finlandii, w tym w lidze Liiga. Następnie występował poza granicami kraju, wpierw w polskiej lidze w barwach Podhala Nowy Targ. W tym czasie w 1998 tymczasowo powrócił do ojczyzny i przeszedł operację woreczka żółciowego. Po rekonwalescencji nadal odznaczał się wysoką skutecznością do zakończenia sezonu. Karierę zakończył w brytyjskiej lidze Elite Ice Hockey League (EIHL).
W czasie gry w Polsce i następnie w Wielkiej Brytanii, grał wspólnie ze swoim wieloletnim przyjacielem, Mikko Koivunoro. Po zakończeniu kariery jest pracownikiem w firmie importującej odzież.

## Sukcesy
Klubowe
- Brązowy medal mistrzostw Finlandii: 1992 z HIFK
- Brązowy medal mistrzostw Polski: 1999 z Podhalem
- Challenge Cup: 2004 z Nottingham Panthers